# Foreste temperate della Russia orientale
Le foreste temperate della Russia orientale sono una ecoregione globale che fa parte della lista Global 200 delle ecoregioni prioritarie per la conservazione definita dal WWF. Appartiene al bioma delle Foreste di latifoglie e foreste miste temperate della regione paleartica. Interessa l'area della Russia sud-orientale che si affaccia sul Pacifico.
Lo stato di conservazione è considerato vulnerabile.

## Territorio
La regione si estende per circa 210.000 km² ed è formata da tre aree. La parte più grande si trova nella zona meridionale della Manciuria Esterna (detta anche Manciuria Russa), fra il fiume Ussuri e il Mar del Giappone. Le altre due aree sono la punta sud-occidentale dell'isola di Sakhalin e le isole Curili meridionali.

### Stati
L'ecoregione interessa il solo Stato della Russia.

### Ecoregioni
Le foreste temperate della Russia orientale sono composte da 2 ecoregioni terrestri:
- PA0443 - Foreste miste e di latifoglie dell'Ussuri
- PA0438 - Foreste miste del sud di Sakhalin e delle Curili